# Minkavl
Minkavl er en form for pelsdyravl, hvor man i fangenskab opdrætter det lille rovdyr i mårfamilien amerikansk mink (Neovison vison) med henblik på fremstilling af pelsværk til brug i beklædningsindustrien. Danmark har i årtier været Europas største producent af minkskind, og pelsauktionen Kopenhagen Fur er verdens største af sin slags, med en omsætning i 2013 på 12,3 mia. kr. Danske minkavlere producerer årligt omkring da 17,2 millioner minkskind. I 2019 var dette tal faldet til 12,5 millioner, mens omsætningen var 4,9 milliarder. Desuden bliver der produceret et mindre antal ræveskind, chinchillaskind og kaninskind i Danmark. Efter Danmark følger mht. produktion af minkskind Kina, Nederlandene, Polen og USA. D. 17. september 2020 stemte Polens parlament for et forbud mod pelsdyravl. Minkavl er kontroversielt mht. dyrevelfærd, og i flere lande, bl.a. Storbritannien, er pelsdyravl forbudt. Minkfarme udsættes jævnligt for hærværk fra dyrerettighedsaktivister, som bl.a. protesterer ved at lukke minkene ud af deres bure. Undslupne mink trives godt i naturen, hvor de udgør en trussel mod den naturlige dyrebestand. I Danmark må mink jages hele året, og jægere nedlægger årligt ca. 5.000 dyr.

## Historie
De første minkfarme byggedes i USA i slutningen af 1800-tallet, og i 1928 startedes en dansk produktion, og året efter også produktion i Norge og Sverige. I 1969 oprettede de skandinaviske lande en fælles pelsauktion. I 2020 er Danmark, sammen med Polen og Kina, verdens tre største producenter af minkskind.
Mink kan formere sig når de er 1,3 år gamle, og de korte generationer har gjort det muligt vha. avlsarbejde at fremelske store dyr med et bredt spektrum af pelsfarver, samt ikke mindst et roligt temperament, så aggression og bidskader kan begrænses.

## Avlen
Avlen foregår ved, at landmanden i foråret avler på udvalgte avlsdyr, som derefter føder et antal unger, der i løbet af sommeren vokser sig store nok til at blive aflivet og afpelset i løbet af efteråret, hvorefter processen gentages året efter.
| Periode                | Begivenhed                                                                        |
| ---------------------- | --------------------------------------------------------------------------------- |
| Januar/februar         | Der er kun avlsdyr til stede på gården.                                           |
| Marts                  | Minkhunnen er i brunst og parringen foregår.                                      |
| Ultimo april-Primo maj | Minkhvalpene fødes i kuld af 4-7.                                                 |
| September/Oktober      | Minkene får deres vinterpels og avleren udvælger avlsdyr til kommende produktion. |
| November/December      | Mink der ikke indgår i næste sæsons avl bliver aflivet og afpelset.               |

## Danske minkfarme
Da minkproduktionen i Danmark i 2014 var på sit højeste, var der ca. 1.200 minkfarme med ca. 4.500 beskæftigede, tal som i 2019 pga faldende priser på skind var faldet til ca. 800 farme med ca 2.500 beskæftigede. I 2020 konkluderede tænketanken Kraka i en analyse af erhvervet, at det havde begrænset samfundsøkonomisk betydning, der udgjorde 0,12% af den samlede værdiskabelse i Danmark.
På danske minkfarme går dyrene, kaldet gårdmink, udendørs i trådbure, og i tilknytning til buret har minken en redekasse med halm. Minkburene er typisk opstillet i haller, der er fire meter brede og op til 40-50 meter lange. Redekasserne er placeret ind mod midtergangen, hvorfra fodring, pasning, strøning med halm og tilsyn foregår. Til hvert bur er der en drikkeventil, så minkene altid har adgang til frisk vand. Foderet består hovedsageligt af fisk, afskær fra slagterier og planteproteiner. Foder fra slagteriaffald menes at have inficeret mink med MRSA. Hver 5. minkfarm var i 2016 inficeret med den multiresistente bakterie.
Minkene parres i marts, og tæven får i maj 3-9 hvalpe, som i de første uger går sammen med moderen. Minkene aflives ved at blive nedsænket i en kasse fyldt med kuldioxid, hvorved de kvæles hurtigt og smertefrit. De afpelsede kroppe forarbejdes til biodiesel og kød- og benmel.

### Dyrevelfærd
Pelsdyrbekendtgørelsen fra 2007 fastsætter minimumarealet for et minkbur til 2.550 cm2 (0,25 m2, svarende til 50,5 x 50,5 cm). Voksne mink lever i naturen alene, og gårdmink udviser ofte aggressiv adfærd, når de er flere i samme bur. Undersøgelser har vist, at skadelig adfærd hos mink ikke så meget er relateret til burstørrelsen, men mere til om minken kan blive adspredt og stimuleret, vha. adgang til halm (til redebygning), hylder og rør (til at stimulere jagtinstinktet) og noget, de kan bide og flå i. Mink er glimrende svømmere, og minkfarme var ofte tidligere udstyret med bassiner til dyrene. Dette gav dog anledning til øget sygdom, og på moderne danske minkfarme har dyrene ikke adgang til bassiner. Der er ikke enighed om, hvor skadeligt dette er for dyrenes velfærd.
Pelsdyrbekendtgørelsen fastslår at mink skal holdes (indhuses) sådan at de:
- er indhuset under naturlige lysforhold og variation i daglængde gennem året,
- parres under udøvelse af naturlig parringsadfærd i marts, hvor de fra naturens side er parringsvillige som følge af tiltagende daglængde,
- er indhuset i bure med en redekasse med strøelse (halm), hvori de kan udføre redebygningsadfærd,
- som hovedregel er i stand til at føde og die deres hvalpe uden menneskelige indgreb,
- fravænnes når diegivningen ophører, og hvalpene er i stand til at æde, drikke og klare sig selv uden tæven; produktionssystemet giver ikke implicit restriktioner i den fravænningsalder, der bedst tilgodeser såvel tæven som hvalpene,
- ikke udsættes for nogen form for fysiske lemlæstelser såsom trimning, kupering, eller kastration,
- som oftest er indhuset i overensstemmelse med deres sociale behov, hvilket vil sige hvalpe sammen med tæven i maj – juni, en han og en tæve sammen i vækstperioden og avlsdyr alene fra december; ved ekstra burareal er gruppeindhusning dog tilladt, hvilket øger risikoen for bid fra september til pelsning,
- aflives på farmen umiddelbart efter, de er fjernet fra opvækstburet, uden forudgående transport,
- pelses med få kliniske problemer eller fysiske skader på krop, tænder eller organer,
- som oftest er indhuset på en måde, der muliggør inspektion af hvert individs sundhed og adfærd; ved ekstra burareal er gruppeindhusning dog tilladt, hvor inspektion af det enkelte individ kan besværliggøres.[8]

## Sygdomme
Plasmacytose (på engelsk Aleutian disease eller ADV) er en meget smitsom og dødelig virusinfektion, som angriber minkens nyrer og knogler. Den konstateredes første gang i 1956 og er i dag på verdensplan den største sundhedsmæssige trussel mod minkavl. Sygdommen har i Danmark hovedsagelig hærget i Nordjylland, men i slutningen af 2015 var der et større udbrud i Vestjylland.
Mht. pelsstørrelse ønsker man en god tilvækst, og i dyrenes vækstperiode om efteråret har minkene adgang til rigeligt med mad, hvilket af og til medfører, at de udvikler fedtlever.

### COVID-19
I 2020 ramtes minkavlen af COVID-19.
En arbejder på en hollandsk minkfarm blev konstateret syg i marts 2020. Måneden efter fik en minkavlerfamilie sygdommen og den 15. april 2020 blev de første sygdomssymptomer set i dyrene.

#### Danmark
COVID-19 blev i juni 2020 konstateret hos mink på en farm i Sindal, Nordjylland.
Sygdommen fandtes også hos personer på minkfarmen og hos beboere på Vendelbocentret i Hjørring.
Det var da ikke muligt at sige om minkene havde smittet menneskerne eller omvendt.
Da der ingen hospitalsindlæggelser var i forbindelse med denne smitte kunne det tyde på en relativ mild infektion.
På grund af smitten blev besætningen aflivet.
Senere blev flere danske minkfarme også ramt.
Per 18. september 2020 drejede det sig om i alt 19.
I november 2020 var tallet vokset til 216 ramte danske minkfarme, bl.a den såkaldte Cluster 5, og Statens Serum Institut udsendte risiko-vurdering den 3. november.
Den 4. november 2020 beordrede regeringen alle besætninger i Danmark slået ned, en beslutning som dog blev kritiseret for at være ulovlig.

## Pelstyper
Amerikansk mink har i naturen brunlig pels, men gennem avlsarbejde er det lykkedes at frembringe racer med hvidlig, gullig, sort og blålig pels, foruden de såkaldte cross-racer, som har en mørk stribe i pelsen. Jaguar-racen er hvid med sorte pletter. I alt findes der knap 200 forskellige farvevarianter. Det er både minkens race og køn, foruden skindets kvalitet og størrelse som er afgørende for prisen.

## Modstand
I en række europæiske lande er minkavl blevet forbudt, således Storbritannien fra 2000 og Østrig fra 2005. I Nederlandene besluttede man i 2012 en gradvis udfasning af produktionen, og man har gjort noget lignende i en række østeuropæiske lande, foruden i Frankrig, Norge og Belgien. 19 lande i Europa havde i 2023 forbudt pelsdyravl
Der har verseret rygter, bl.a. i form af en video fra en schweizisk dyreværnsgruppe optaget i 2005, om at pelsdyr i Kina, verdens næststørste producent af minkskind, ofte flås levende. Dette kan dog ikke bekræftes, og alt tyder på, at disse rygter stammer fra et enkelt tilfælde. I 2009 fremsatte kineserne forslag til en dyreværnslovgivning på området.
I Danmark blev minkavlerne efter vedtagelsen af Pelsdyrbekendtgørelsen fra 2007 udsat for meget intens kontrol fra Fødevarestyrelsen, hvilket har ført til et mærkbart fald i antallet af anmærkninger, fra 66 % i 2009 til 18 % i 2012, hvor niveauet har ligget siden. I 2010 blev samtlige danske minkfarme kontrolleret, mens det i både 2011 og 2012 drejede sig om 50%. Alligevel sker det stadig jævnligt, at minkfarme udsættes for sabotage fra dyrerettighedsaktivister, som lukker dyrene ud.[kilde mangler]
I 2009 trængte aktivister fra dyreretsorganisationen Anima ind på en række jyske minkfarme med henblik på at lave videooptagelser. Den efterfølgende tv-udsendelse Operation X på TV2 i efteråret 2009 påstod, i stil med en samtidig kampagne i Ekstra Bladet, at danske mink blev udsat for omfattende vanrøgt. Dette blev dog gentagne gange tilbagevist af Fødevarestyrelsen.
I 2011 viste DR billeder fra danske minkfarme, herunder farme ejet af medlemmer af bestyrelsen i Kopenhagen Fur. Billederne viste bl.a. dyr med ubehandlede sår og fik efterfølgende Nordjyllands Politi til at sigte et bestyrelsesmedlem for groft uforsvarlig behandling af dyr.
Ved en efterfølgende retssag i byretten i Holstebro og senere landsretten i Viborg blev kommunikationschef i Anima Thorbjørn Schiørring og journalist på Ekstra Bladet Miki Mistrati i 2014 idømt bøder for ulovlig indtrængen i forbindelse med de billeder, som bl.a. TV2 og Ekstra Bladet havde vist.
Danske forretningsmænd har de seneste år planlagt at åbne minkfarme i Ukraine, men er stødt på modstand fra ukrainske aktivister.
I 2022 indsamlede det Europæiske Borgerinitiativ Fur Free Europe 1,7 millioner underskrifter, hvoraf ca 60.000 kom fra Danmark  Initiativet krævede et forbud mod pelsfarme og handel med pels i EU. Kampagnen blev støttet af en række kendte danskere i en video fra Anima herunder Thomas Rathsack, Sara Bro og Louise Kjølsen der promoverede borgerinitiativet.

## Bæredygtighed
Nedlukningen af de danske minkfarme i 2020 sparede 171.000 tons CO2. Det svarer ifølge Danmarks Naturfredningsforening til at fjerne udledninger fra 71.500 personbiler. At lukke farmene sænkede samtidig den samlede danske ammoniakforurening med 6 %, hvilket opgøres at spare samfundet 900 millioner kr. i udgifter til sygedage og tabte leveår hos mennesker.
Den ret energikrævende og CO2-tunge produktion i beklædningsindustrien har i de senere år ført til kritik vedrørende bæredygtighed. I 2014 begyndte Kopenhagen Fur et samarbejde med Designskolen Kolding med henblik på at undersøge bæredygtighed ved tøjfremstilling, herunder i den indledende designfase, hvor bl.a. produktionsform og materialer fastlægges. Én af ideerne er, at pelsværk i modsætning til tekstil udmærker sig ved at være et slidstærkt naturmateriale, som ofte har meget lang levetid og går i arv fra generation til generation.
Den europæiske pelsbranche præsenterede i efteråret 2015 sin politik på området ved en konference i Europaparlamentet.